# دافيد ماليمبانا
دافيد ماليمبانا (مواليد 11 أكتوبر 1995 في فرايتال في ألمانيا) هو لاعب كرة قدم موزمبيقي دولي يلعب في نادي الخريطيات القطري.

## وصلات خارجية
- دافيد ماليمبانا على موقع قاعدة بيانات كرة القدم.إي يو (الإنجليزية)
- دافيد ماليمبانا على موقع ناشيونال فوتبول تيمز (الإنجليزية)
- دافيد ماليمبانا على موقع Soccerway.com (الإنجليزية)
- دافيد ماليمبانا على موقع عالم كرة القدم.نت (الإنجليزية)